# √69
「√69」（ルート シックスティナイン）は、2004年9月にリリースされたアンティック-珈琲店-の通算2枚目のシングルである。発売元はLOOP ASH RECORDS。

## 解説
- 1stアルバムには両曲とも、ベストアルバム『アンティック-珈琲店-』には#1のみ収録された。

## 収録曲
1. 踊るメルヘン時計(4分4秒)
  - 作詞:みく／作曲:カノン
2. ペアリング(5分30秒)
  - 作詞:みく／作曲:輝喜